# Камењице на Липи
Камењице на Липи (чеш. Kamenice nad Lipou) град је у Чешкој Републици. Град се налази у управној јединици крај Височина, у оквиру којег припада округу Пелхримов.

## Становништво
Према подацима о броју становника из 2014. године град је имао 3.847 становника.